# Jabuka (Adria)

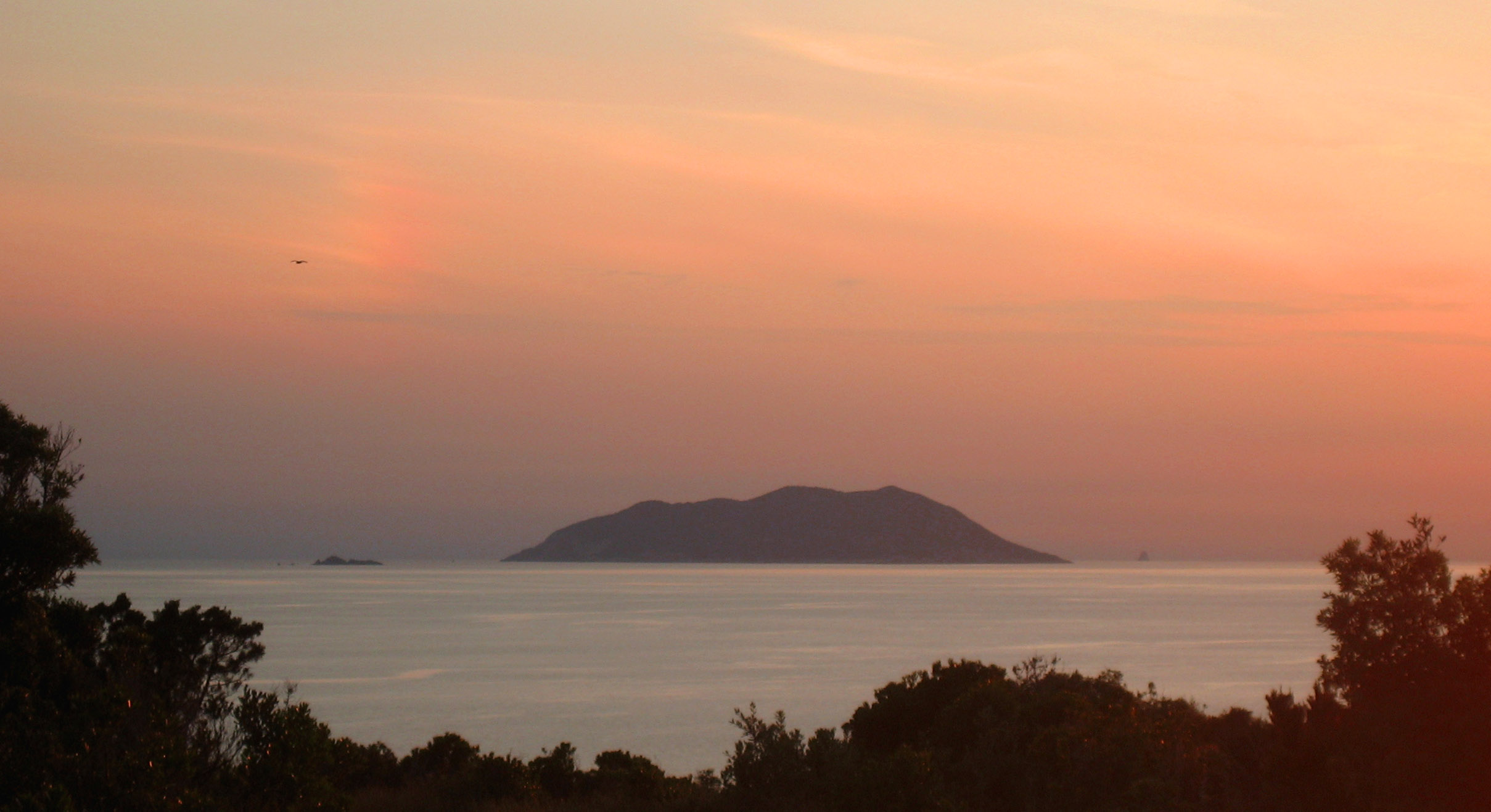
Von links nach rechts: Brusnik, Svetac, Jabuka

Jabuka (kroatisch für „Apfel“) ist eine kegelförmige, unbewohnte Insel vulkanischen Ursprungs mit einer Fläche von 0,022 km² in der Adria westlich von Vis.
Sie ist ein Fels, der 97 Meter aus dem Meer ragt und ein Ziel vieler Segler ist. Da das Gestein viel Magnetit enthält, funktionieren Kompasse in der Nähe der Insel nicht korrekt, weshalb gängige Seerouten die Insel umgehen.
Das Ufer ist steil und schwer zugänglich, selbst bei ruhigem Wetter und von der Südwestseite. Auf der Insel lebt eine endemische Art schwarzer Eidechsen (Podarcis melisellensis pomoensis), sowie streng geschützte Arten endemischer Flockenblumen (Centaurea jabukensis und Centaurea crithmifolia). Beide gehören zur Gruppe der Korbblütler (Asteraceae). Rundum ist das Meer reich an Fischen, besonders an Zahnbrassen. Im Jahr 1958 wurde die Insel zum Naturdenkmal ausgerufen.